# صالح حسن جامع
العميد صالح حسن جامع (ليف) (بالصومالية: Saalax Xasan Jamaac)‏ مسؤول عسكري صومالي شغل منصب قائد القوات المسلحة في الفترة ما بين 21 يوليو 2007  و 11 يونيو 2008 وخلفه في المنصب اللواء سعيد محمد حرسي.